# Pintu Padang (Batang Onang)
Pintu Padang is een bestuurslaag in het regentschap Padang Lawas Utara van de provincie Noord-Sumatra, Indonesië. Pintu Padang telt 418 inwoners (volkstelling 2010).